# Cupania emarginata
Cupania emarginata là một loài thực vật có hoa trong họ Bồ hòn. Loài này được Cambess. mô tả khoa học đầu tiên năm 1828.